# Buenaventura Durruti
Buenaventura Durruti   (Lleó, 14 de juliol de 1896 - Madrid, 20 de novembre de 1936) nom abreujat de José Buenaventura Durruti Domínguez fou un sindicalista i revolucionari anarquista espanyol.
Nascut a Lleó, va començar a treballar amb 14 anys a la seva ciutat natal, on era mecànic ajustador, i treballava al sector ferroviari.

## Els primers anys
Durruti naix a Lleó el 14 de juliol de 1896, sent el segon dels huit fills del matrimoni entre Santiago Durruti, un treballador ferroviari, i Anastasia Dominguez. Santa Ana, el barri on viu des de xicotet, es un lloc modest, de cases petites i velles habitades pels obrers de la ciutat. Fins als huit anys d’edat assisteix a l’escola del carrer de la Misericòrdia. La vaga de curtidores que tingué lloc a Lleó el 1903, que es perllonga durant nou mesos, afecta econòmicament la família de Buenaventura Durruti, per la qual cosa ell i els seus germans passen a la modesta escola de Ricardo Fanjul. Sobre la seua infància, escriuria Durruti el 1927 a la seua germana Rosa: «Desde mi más tierna edad, lo primero que vi a mi alrededor fue el sufrimiento, no sólo de nuestra familia, sino también de las de nuestros vecinos. Por intuición, yo ya era un rebelde. Creo que entonces se decidió mi destino».
El 1910, als catorze anys, abandona els estudis i entra com a aprenent de mecànic en el taller de Melchor Martínez, un socialista que tenia a Lleó certa fama de revolucionari. Durant dos anys, Melchor Martínez li ensenya els rudiments de la mecànica i del socialisme. Quan considera que no té res més que puga ensenyar-li, Durruti es trasllada al taller d'Antonio Mijé, especialitzat en el muntatge de rentadores mecàniques per al rentat de minerals extrets de les mines. El 1913, éssent ja un torner de segona classe, s'afilia a la Unió de Metalúrgics, associació adscrita a la Unió General de Treballadors, però poc de temps després començaria el seu desencant davant els consells de moderació dels dirigents durant les reunions celebrades. La neutralitat espanyola durant la Primera Guerra Mundial impulsa la indústria i l’economia espanyoles, ja que ambdós bàndols recorren a Espanya per a obtenir matèries primeres i productes manufacturats. El treball a les mines augmenta i envien Durruti, junt a altres obrers, a la localitat de Matallana per a instal·lar rentadores mecàniques. Allí els miners declaren una vaga davant els maltractaments rebuts per un dels enginyers, exigint la seua destitució. Com a mesura de recolzament, Durruti es nega a continuar amb el muntatge mentre es mantingui la vaga dels miners; l'enginyer, finalment, és traslladat. Quan torna a Lleó, Mijé li crida l’atenció i l'adverteix que la Guardia Civil s'interessava per ell. Els dirigents de la Unió Metalúrgica l’amonesten per la seua conducta, i el seu antic mestre, Melchor Martínez, li aconsella que emigre davant l’actitud de les autoritats. El 1917, la Unió General de Treballadors (UGT) va organitzar una vaga en la qual Durruti participà activament. El govern va cridar a l'exèrcit per reprimir-la i hi van morir 17 treballadors, 500 persones en resultaren ferides i 2.000, empresonades sense judici. A causa d'açò, Durruti va haver d'exiliar-se a França.
A l'exili fins al 1920, va treballar de mecànic a París, però va ser convençut per anar a Barcelona, on s'afilià a la Confederació Nacional del Treball. El 1922 formà juntament amb Joan García Oliver i Francisco Ascaso el grup Los Solidarios, al qual se li imputà, un any més tard, l'assassinat del cardenal Juan Soldevila y Romero, produït com a represàlia de l'assassinat de Salvador Seguí, el "Noi del Sucre". Va fugir i va recórrer l'Argentina, Uruguai, Mèxic i altres estats llatinoamericans i europeus. El juny del 1926, amb Ascaso i Gregorio Jover Cortés, intentaren, sense èxit, assassinar Alfons XIII i foren empresonats a França durant 6 mesos.
El 1931 tornà a Barcelona, entrà en la Federació Anarquista Ibèrica de la CNT-FAI —bel·ligerant amb la II República— i participà en les insurreccions de 1932 i 1933.

## La seva actuació en la Guerra Civil espanyola
En esclatar la Guerra Civil el 1936, va ser un dels principals protagonistes dels successos revolucionaris de juliol, formant part del grup Nosotros (successor de Los Solidarios) en la direcció de la defensa de la ciutat de Barcelona, en la qual va morir el seu company de tota la vida Francisco Ascaso per un tret procedent del bàndol feixista.
El 20 de juliol, ja derrotat l'alçament a Barcelona, i sent la CNT qui controlava la situació, sobretot després d'apoderar-se de les armes de la caserna de Sant Andreu de Palomar, els seus principals dirigents van tenir una primera entrevista amb el president de la Generalitat, Lluís Companys. En una segona trobada l'endemà, després del ple de Federacions locals de la CNT, Durruti, amb altres principals dirigents de la CNT, van proposar integrar el Comitè Central de Milícies Antifeixistes de Catalunya, la qual cosa fou acceptada per les altres organitzacions. Aquest comitè (format per llibertaris, republicans i marxistes) es va convertir en el veritable poder a Catalunya, mentre que la Generalitat ratificava posteriorment el que s'hi decidia.
Cansat Durruti de les disputes internes i del desgast del Comitè de Milícies Antifeixistes (del qual era cap del departament de Transports) va decidir passar al front; començant per alliberar Saragossa dels franquistes, que era, després de Barcelona, un altre gran nucli urbà anarquista. Es formà llavors la famosa columna Durruti, que va prendre rumb a Saragossa amb escàs subministrament d'armes i artilleria, per la qual cosa va haver de limitar-se a prendre els pobles per on passava. En aquests, els camperols es veien lliures per fer la revolució: els terratinents eren expropiats de les terres, les quals eren col·lectivitzades, s'abolia la propietat privada i s'hi instaurava el comunisme llibertari. El novembre d'aquell any, marxa a Madrid amb la seva columna a contenir l'ofensiva de les tropes colpistes (batalla de Madrid).

### La mort

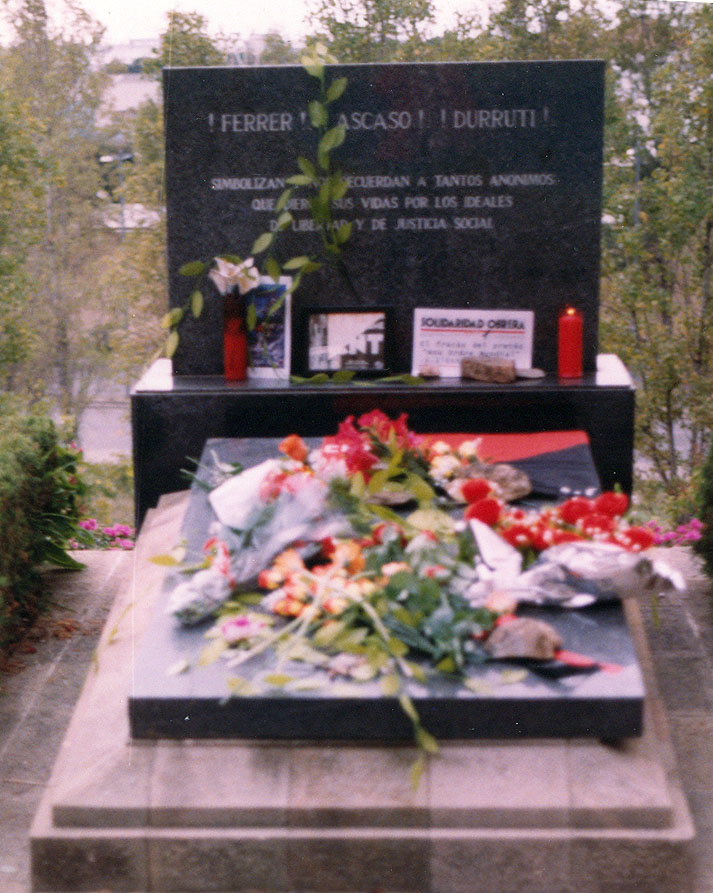
Làpida i tomba de Buenaventura Durruti al cementiri de Montjuïc (Barcelona)

Quan es trobava a les proximitats de la ciutat universitària de Madrid (ocupada pels colpistes) va ser ferit mortalment per un tret la procedència del qual no està gens clara, i hi ha diverses hipòtesis sobre l'origen de la bala que el va matar. La versió oficial, difosa l'endemà, assegurava que un tret provinent d'un hotel ocupat pels feixistes a la plaça de la Moncloa –situada a prop d'un quilòmetre de distància– hauria impactat contra Durruti al pit.
Altres versions, però, com les de Joan Garcia Oliver, Jaume Miravitlles o del seu xofer Climent Cuyàs, afirmen que el tret es va disparar accidentalment en baixar del cotxe per la seva pròpia arma, anomenada naranjero (versió espanyola del subfusell Schmeisser MP28 II, al qual mancava el mecanisme de seguretat i podia disparar-se per un simple cop de culata contra el terra). Aquest fet s'hauria ocultat al públic per no deteriorar la imatge heroica del líder. Joan Garcia Oliver, tanmateix, company de Durruti des dels temps de Los Solidarios i que fou la persona que va acompanyar Durruti al front de Madrid i en tornà amb el cadàver a Barcelona, explica en el seu llibre autobiogràfic El eco de los pasos que la versió accidental mai no se l'acabà de creure, perquè Durruti mai en la seva vida va usar un naranjero, utilitzava una pistola (de fet, Durruti no apareix mai amb aquesta arma en les fotografies), tot recordant que Durruti es feia acompanyar permanentment per un fotògraf i un metge. Segons Abel Paz, anarquista i biògraf de Durruti, la bala li entrà per darrere, amb la qual cosa, per molt perillosos que fossin els naranjeros, era difícil, diu, sostenir la teoria de l'accident.
Una altra hipòtesi de la causa del tret assenyala la possibilitat que hagués estat mort en intentar contenir una desbandada dels seus soldats en un moment de pànic, com per exemple afirmava Antoni Rovira i Virgili, reportat per l'historiador Ferran Soldevila en les seves memòries. Altres conjectures apunten que pogué ser assassinat per agents estalinistes o bé, fins i tot, pels mateixos anarquistes rivals.

## Durruti en la literatura i el cinema
Buenaventura Durruti és una de les grans referències de l'anarquisme internacional. Hi ha abundant literatura sobre la seva figura, i un dels treballs més significatius n'és l'obra del militant i estudiós de l'anarquisme Abel Paz Durruti en la revolución española (Madrid, Fundación Anselmo Lorenzo, 1996), amb un estudi de J. L. Gutiérrez Molina. Se'n publicaren les primeres edicions en català i en espanyol el 1978 amb el títol Durruti: el proletariat en armes, tot i que anteriorment ja n'havien estat publicades algunes traduccions, la primera al francès l'any 1972. El llibre es divideix en quatre parts, el rebel (1896-1931), el militant (1931-1936), el revolucionari (19 de juliol a 20 de novembre de 1936) i un epíleg sobre les morts de Durruti.
L'any 1999, Paco Poch - Mallerich Films va coproduir amb una empresa cinematogràfica francesa un film anomenat Buenaventura Durruti, anarquista, que seguia els assajos de la companyia teatral Els Joglars sobre els últims dies de la figura de Durruti.